# Молодая жена
«Молодая жена» — советский художественный фильм-мелодрама, поставленный на Киностудии «Ленфильм» в 1978 году режиссёром Леонидом Менакером по мотивам рассказа Ирины Велембовской «За каменной стеной» из сборника «Дела семейные». Снимался в деревне Люговичи Лодейнопольского района Ленинградской области.
Премьера фильма состоялась 3 марта 1979 года.

## Сюжет
В седьмом классе между Маней и Володей вспыхнула любовь. Когда Володя ушёл в армию, девушка его ждала. Тем не менее после армии у Володи появилась новая девушка, которую он и привёз на свадьбу своей сестры. Впрочем, знакомство не состоялось: новая избранница сбежала в город на том же такси, что и приехала, а Маня, затаив обиду на Володю, соглашается выйти замуж за Алексея — вдовца средних лет с маленькой дочерью. Семейная жизнь абсолютно разных людей не очень складывается. Алексей очень любит свою молодую жену, а Маня взаимностью ему не отвечает. Лишь пройдя испытания,[какие?] она отвечает мужу на любовь, но на этом их трудности не заканчиваются. Маня хочет получить образование, а Алексей не видит в этом смысла. На фоне этого конфликта их хрупкий мир и семья рушатся, но благодаря времени и благоразумию появляется надежда на примирение. В некотором роде...открытый финал.

## В ролях
- Анна Каменкова — Маня (Мария Алексеевна)
- Владлен Бирюков — Алексей Иванович
- Галина Макарова — бабушка Агаша, бабушка Мани
- Сергей Проханов — Володя, бывший жених Мани
- Елена Мельникова — Валя, подруга Мани, сестра Володи (озвучила Елена Драпеко)
- Наталья Назарова — Тамара, любовница Алексея
- Соня Джишкариани — Люся, дочь Алексея
- Валентина Владимирова — Руфина, сестра Антонины, покойной жены Алексея
- Татьяна Горлова — баба Нюра, тётка Антонины, покойной жены Алексея
- Игорь Озеров — Игорь Павлович, директор совхоза
- Анатолий Рудаков — Миша, муж Вали
- Любовь Соколова — Егоровна, мать Володи и Вали
- Игорь Эрельт — отец Володи и Вали (озвучил Игорь Ефимов)

## Съёмочная группа
- Сценарий — Ирины Велембовской
- Режиссёр-постановщик — Леонид Менакер
- Главный оператор — Владимир Ковзель
- Главный художник — Всеволод Улитко
- Композитор — Яков Вайсбурд

## Признание и награды
- На XII Всесоюзном кинофестивале (Ашхабад, 1979) — приз «За лучшее исполнение женской роли» Анне Каменковой[1].
- Лучший фильм 1979 года по итогам ежегодного конкурса журнала «Советский экран» (1980)[1].